# Eleições estaduais no Rio de Janeiro em 2022
As eleições estaduais no Rio de Janeiro em 2022 foram realizadas em 2 de outubro como parte das eleições gerais no Brasil e elegeram um governador, um vice-governador, um senador, 46 representantes para a Câmara dos Deputados e 70 deputados da Assembleia Legislativa, sem a realização de um segundo turno. O processo eleitoral de 2022 foi marcado pela sucessão para o cargo ocupado pelo atual governador, Cláudio Castro, do PL, vice-governador eleito em 2018 pelo PSC que assumiu a titularidade do cargo em 1 de maio de 2021, um dia após a conclusão do processo de impeachment contra o titular afastado Wilson Witzel, que teve o mandato cassado. Pela legislação eleitoral, Castro ficou apto para disputar a reeleição. Para a eleição ao Senado Federal, esteve em disputa a vaga ocupada por Romário (PL), eleito em 2014 pelo PSB.
O governador e o vice-governador eleitos nesta eleição exercerão um mandato alguns dias mais longo. Isso ocorre devido a Emenda Constitucional n.° 111, que alterou a Constituição e estipulou que o mandato dos governadores dos Estados e do Distrito Federal deverá ser iniciado em 6 de janeiro após a eleição. Entretanto, os candidatos eleitos nesta eleição assumem dia 1 de janeiro de 2023 e entregam o cargo no dia 6 de janeiro de 2027.
Obtendo 58,67% dos votos válidos, o atual governador Cláudio Castro (PL) foi reeleito em primeiro turno, contra 27,38% do deputado federal Marcelo Freixo, candidato do PSB, e 8% do ex-prefeito de Niterói Rodrigo Neves, candidato do PDT. Castro foi o primeiro governador reeleito em primeiro turno desde Sérgio Cabral Filho em 2010.
Para o Senado Federal, o ex-jogador Romário, do PL, foi reeleito para o cargo ao receber 29,19% dos votos válidos, seguido pelo deputado federal Alessandro Molon (PSB) com 21,20%. O também deputado Daniel Silveira (PTB) recebeu 19,18% dos votos, terminando na terceira colocação, mas teve sua votação anulada devido à impugnação de sua candidatura pelo TRE.

## Calendário eleitoral
| Calendário eleitoral      | Calendário eleitoral                                                                       |
| ------------------------- | ------------------------------------------------------------------------------------------ |
| 15 de maio                | Início do financiamento coletivo dos pré-candidatos                                        |
| 20 de julho a 5 de agosto | Convenções partidárias para a escolha dos candidatos e das coligações                      |
| 2 de outubro              | Primeiro turno das eleições                                                                |
| 7 a 28 de outubro         | Propaganda eleitoral gratuita no rádio e na televisão relativa a um eventual segundo turno |
| 30 de outubro             | Eventual segundo turno das eleições                                                        |
| até 19 de dezembro        | Diplomação dos eleitos pela Justiça Eleitoral                                              |

## Convenções
As convenções estaduais tiveram como objetivo confirmar as candidaturas e apoios partidários. O prazo para os partidos realizarem as convenções foi de 20 de julho até 5 de agosto de 2022.
| Data         | Partido ou Federação                           | Definição da convenção |
| ------------ | ---------------------------------------------- | --- |
| 20 de julho  | NOVO                                           | Candidatura de Paulo Ganime ao governo do estado e Hélio Secco à vice-governador.                                          |
| 20 de julho  | PL                                             | Candidatura de Cláudio Castro ao governo do estado.                                                                        |
| 20 de julho  | Avante                                         | Apoio formal à candidatura de Cláudio Castro (PL) ao governo do estado.                                                    |
| 20 de julho  | PSB                                            | Candidatura de Marcelo Freixo ao governo do estado.                                                                        |
| 21 de julho  | PCB                                            | Candidatura de Eduardo Serra ao governo do estado e Bianca Novaes à vice-governadora.                                      |
| 22 de julho  | PTB                                            | Apoio formal à candidatura de Cláudio Castro (PL) ao governo do estado.                                                    |
| 23 de julho  | Solidariedade                                  | Apoio formal à candidatura de Cláudio Castro (PL) ao governo do estado.                                                    |
| 23 de julho  | PSD                                            | Apoio formal à candidatura de Rodrigo Neves (PDT) ao governo do estado e indicação de Felipe Santa Cruz à vice-governador. |
| 23 de julho  | PDT                                            | Candidatura de Rodrigo Neves ao governo do estado e Felipe Santa Cruz (PSD) à vice-governador.                             |
| 25 de julho  | PP                                             | Apoio formal à candidatura de Cláudio Castro (PL) ao governo do estado.                                                    |
| 25 de julho  | PROS                                           | Apoio formal à candidatura de Cláudio Castro (PL) ao governo do estado.                                                    |
| 25 de julho  | UP                                             | Candidatura de Juliete Pantoja ao governo do estado e Juliana Alves à vice-governadora.                                    |
| 27 de julho  | PMN                                            | Apoio formal à candidatura de Cláudio Castro (PL) ao governo do estado.                                                    |
| 28 de julho  | Federação PSOL REDE (PSOL e REDE)              | Apoio formal à candidatura de Marcelo Freixo (PSB) ao governo do estado.                                                   |
| 30 de julho  | PMB                                            | Candidatura de Wilson Witzel ao governo do estado.                                                                         |
| 30 de julho  | PSTU                                           | Candidatura de Cyro Garcia ao governo do estado e Samantha Guedes à vice-governadora.                                      |
| 31 de julho  | UNIÃO                                          | Apoio formal à candidatura de Cláudio Castro (PL) ao governo do estado.                                                    |
| 31 de julho  | Republicanos                                   | Apoio formal à candidatura de Cláudio Castro (PL) ao governo do estado.                                                    |
| 31 de julho  | PCO                                            | Candidatura de Luiz Eugênio Honorato ao governo do estado.                                                                 |
| 1° de agosto | DC                                             | Apoio formal à candidatura de Cláudio Castro (PL) ao governo do estado.                                                    |
| 2 de agosto  | PSC                                            | Apoio formal à candidatura de Cláudio Castro (PL) ao governo do estado.                                                    |
| 3 de agosto  | PRTB                                           | Apoio formal à candidatura de Cláudio Castro (PL) ao governo do estado.                                                    |
| 4 de agosto  | MDB                                            | Apoio formal à candidatura de Cláudio Castro (PL) ao governo do estado e indicação de Washington Reis à vice-governador.   |
| 4 de agosto  | Federação PSDB Cidadania (PSDB e Cidadania)    | Apoio formal à candidatura de Marcelo Freixo (PSB) ao governo do estado e indicação de Cesar Maia à vice-governador.       |
| 5 de agosto  | Federação Brasil da Esperança (PT, PCdoB e PV) | Apoio formal à candidatura de Marcelo Freixo (PSB) ao governo do estado.                                                   |
| 5 de agosto  | Patriota                                       | Apoio formal à candidatura de Rodrigo Neves (PDT) ao governo do estado.                                                    |
| 5 de agosto  | Agir                                           | Apoio formal à candidatura de Rodrigo Neves (PDT) ao governo do estado.                                                    |

## Candidatos ao governo do Rio de Janeiro
| Candidato a governador                                | Candidato a governador                                | Candidato a governador                                | Candidato(a) a vice-governador(a)                     | Nº                                                    | Coligação/Federação                                                                                                 | Tempo de horário eleitoral |
| ----------------------------------------------------- | ----------------------------------------------------- | ----------------------------------------------------- | ----------------------------------------------------- | ----------------------------------------------------- | --- | -------------------------- |
|                                                       |                                                       | Cláudio Castro PL                                     | Thiago Pampolha UNIÃO                                 | 22                                                    | Rio Unido e Mais Forte PL, MDB, Avante, DC, PMN, PODE, PP, PROS, PRTB, PSC, PTB, Republicanos, Solidariedade, UNIÃO | 4m46s                      |
|                                                       |                                                       | Cyro Garcia PSTU                                      | Samantha Guedes PSTU                                  | 16                                                    | Sem coligação PSTU                                                                                                  | Sem tempo de rádio e TV    |
|                                                       |                                                       | Eduardo Serra PCB                                     | Bianca Novaes PCB                                     | 21                                                    | Sem coligação PCB                                                                                                   | Sem tempo de rádio e TV    |
|                                                       |                                                       | Juliete UP                                            | Juliana Alves UP                                      | 80                                                    | Sem coligação UP | Sem tempo de rádio e TV    |
|                                                       |                                                       | Luiz Eugênio PCO                                      | Guilherme de Lima PCO                                 | 29                                                    | Sem coligação PCO                                                                                                   | Sem tempo de rádio e TV    |
|                                                       |                                                       | Marcelo Freixo PSB                                    | Cesar Maia PSDB                                       | 40                                                    | A Vida Vai Melhorar PSB, Fed. PSDB Cidadania, FE Brasil (PT, PCdoB, PV), Fed. PSOL REDE                             | 3m10s                      |
|                                                       |                                                       | Paulo Ganime NOVO                                     | Helio Secco NOVO                                      | 30                                                    | Sem coligação NOVO                                                                                                  | 24s                        |
|                                                       |                                                       | Rodrigo Neves PDT                                     | Felipe Santa Cruz PSD                                 | 12                                                    | Pra Mudar Com Quem Sabe Governar PDT, PSD, Patriota, Agir                                                           | 1m39s                      |
| Apresentação de acordo com a representação partidária | Apresentação de acordo com a representação partidária | Apresentação de acordo com a representação partidária | Apresentação de acordo com a representação partidária | Apresentação de acordo com a representação partidária | Apresentação de acordo com a representação partidária                                                               | Sobras: 0:01               |

### Candidaturas indeferidas
- Wilson Witzel (PMB) - Ex-governador do Rio de Janeiro, teve a candidatura a governador indeferida pelo TRE.[33]
- Washington Reis (MDB) - Ex-prefeito de Duque de Caxias, teve a candidatura a vice-governador na chapa de Cláudio Castro indeferida pelo TRE.[34]

## Candidatos ao Senado Federal
| Candidato(a) a senador(a)                             | Candidato(a) a senador(a)                             | Candidato(a) a senador(a)                             | Candidatos a suplente                                           | Nº                                                    | Coligação/Federação                                   | Tempo de horário eleitoral |
| ----------------------------------------------------- | ----------------------------------------------------- | ----------------------------------------------------- | --------------------------------------------------------------- | ----------------------------------------------------- | ----------------------------------------------------- | -------------------------- |
|                                                       |                                                       | Alessandro Molon PSB                                  | 1º: Anderson Quack (PSB) 2º: Uiara Martins (PSB)                | 400                                                   | Sem coligação PSB                                     | 37s                        |
|                                                       |                                                       | André Ceciliano PT                                    | 1º: Sergio Zveiter (PV) 2º: Wilson Borges (PV)                  | 133                                                   | Sem coligação FE Brasil (PT, PV e PCdoB)              | 1m16s                      |
|                                                       |                                                       | Antonio Hermano PCO                                   | 1º: Aloizio Lamy (PCO) 2º: Bruno Maia de Sá Espírito Sant (PCO) | 290                                                   | Sem coligação PCO                                     | Sem tempo de rádio e TV    |
|                                                       |                                                       | Bárbara Sinedino PSTU                                 | 1º: Sérgio Perdigão (PSTU) 2º: Rodrigo da Silva (PSTU)          | 160                                                   | Sem coligação PSTU                                    | Sem tempo de rádio e TV    |
|                                                       |                                                       | Clarissa Garotinho UNIÃO                              | 1º: Algacir Moulin (UNIÃO) 2º: Dudu Canella (UNIÃO)             | 444                                                   | Sem coligação UNIÃO                                   | 1m28s                      |
|                                                       |                                                       | Cabo Daciolo PDT                                      | 1º: Negrogun (PDT) 2º: Mara Hofans (PDT)                        | 120                                                   | Sem coligação PDT                                     | 33s                        |
|                                                       |                                                       | Daniel Silveira PTB                                   | 1º: André Monteiro (PTB) 2º: Marão Lilinho (PTB)                | 142                                                   | Sem coligação PTB                                     | 14s                        |
|                                                       |                                                       | Hiran Roedel PCB                                      | 1º: Marta Barçante (PCB) 2º: Paulo Oliveira (PCB)               | 211                                                   | Sem coligação PCB                                     | Sem tempo de rádio e TV    |
|                                                       |                                                       | Marcelo Itagiba Avante                                | 1º: Amato (Avante) 2º: Anderson Claudino (Avante)               | 700                                                   | Sem coligação Avante                                  | 11s                        |
|                                                       |                                                       | Raul Pedreira UP                                      | 1º: Gabriela Gonçalves (UP) 2º: Formigão (UP)                   | 800                                                   | Sem coligação UP                                      | Sem tempo de rádio e TV    |
|                                                       |                                                       | Romário Faria PL                                      | 1º: Bruno Bonetti (PL) 2º: Andrea Fontes (PL)                   | 222                                                   | Sem coligação PL                                      | 38s                        |
|                                                       |                                                       | Suêd Haidar PMB                                       | 1º: Alexandre Cardoso (PMB) 2º: Marlucia Cruz (PMB)             | 355                                                   | Sem coligação PMB                                     | Sem tempo de rádio e TV    |
| Apresentação de acordo com a representação partidária | Apresentação de acordo com a representação partidária | Apresentação de acordo com a representação partidária | Apresentação de acordo com a representação partidária           | Apresentação de acordo com a representação partidária | Apresentação de acordo com a representação partidária | Sobras: 0:03               |

### Renúncia
- Dr. Paulo Marcelo (PMB) - Desistiu em 1 de setembro, sendo substituído pela presidente nacional da sigla, Suêd Haidar.[47]

### Indeferido
- Helvio Costa (DC) - Teve a candidatura ao Senado Federal indeferida pelo TRE.[48]

## Assembleia Legislativa
O resultado das últimas eleições estaduais e a situação atual da bancada da Assembleia Legislativa do Rio de Janeiro está abaixo:
| Filiação Partidária | Filiação Partidária | Membros         | Membros         | +/–     |
| Filiação Partidária | Filiação Partidária | Eleitos em 2018 | Eleitos em 2022 | +/–     |
| ------------------- | ------------------- | --------------- | --------------- | ------- |
|                     | PL                  | 1               | 13              | 12      |
|                     | UNIÃO               | Novo            | 11              | 11      |
|                     | Solidariedade       | 3               | 6               | 3       |
|                     | PSD                 | 3               | 5               | 2       |
|                     | PSOL                | 4               | 5               | 1       |
|                     | PTB                 | 1               | 4               | 3       |
|                     | PSB                 | 1               | 3               | 2       |
|                     | Avante              | 1               | 3               | 2       |
|                     | PSC                 | 2               | 3               | 1       |
|                     | PP                  | 2               | 3               | 1       |
|                     | Republicanos        | 3               | 3               | Estável |
|                     | PODE                | 1               | 2               | 1       |
|                     | PROS                | 1               | 2               | 1       |
|                     | PT                  | 3               | 2               | 1       |
|                     | PV                  | 0               | 1               | 1       |
|                     | PCdoB               | 1               | 1               | Estável |
|                     | Patriota            | 1               | 1               | Estável |
|                     | DC                  | 2               | 1               | 1       |
|                     | PDT                 | 3               | 1               | 2       |
|                     | MDB                 | 5               | 1               | 4       |
|                     | Cidadania           | 1               | 0               | 1       |
|                     | Agir                | 1               | 0               | 1       |
|                     | PRTB                | 1               | 0               | 1       |
|                     | PMB                 | 1               | 0               | 1       |
|                     | PSDB                | 2               | 0               | 2       |
|                     | PRP                 | 2               | 0               | 2       |
|                     | PHS                 | 2               | 0               | 2       |
|                     | NOVO                | 2               | 0               | 2       |
|                     | DEM                 | 6               | 0               | 6       |
|                     | PSL                 | 13              | 0               | 13      |
| Total               | Total               | 70              | 70              | –       |

## Debates
Os debates estão previstos para ocorrer entre os dias 7 de agosto e 27 de setembro de 2022 no primeiro turno. As emissoras optaram por convidar os candidatos cujo partido ou coligação possui o número mínimo de parlamentares requeridos pela atual legislação eleitoral.
| Data           | Organizadores                                                                          | Mediador(es)     | Castro (PL) | Freixo (PSB) | Neves (PDT) | Ganime (NOVO) | Cyro (PSTU)   | Serra (PCB)   | Juliete (UP)  | Honorato (PCO) | Witzel (PMB)  |
| -------------- | -------------------------------------------------------------------------------------- | ---------------- | ----------- | ------------ | ----------- | ------------- | ------------- | ------------- | ------------- | -------------- | ------------- |
| 7 de agosto    | TV Bandeirantes Rio de Janeiro TV Bandeirantes Rio Interior BandNews FM Rio de Janeiro | Thaís Dias       | Presente    | Presente     | Presente    | Presente      | Não convidado | Não convidado | Não convidado | Não convidado  | Não convidado |
| 17 de setembro | SBT Rio SBT Interior RJ Veja NovaBrasil FM Rio de Janeiro                              | Isabele Benito   | Presente    | Presente     | Presente    | Presente      | Não convidado | Não convidado | Não convidado | Não convidado  | Não convidado |
| 22 de setembro | CBN Rio Jornal O Globo Jornal Extra Valor Econômico                                    | Carlos Andreazza | Presente    | Presente     | Presente    | Presente      | Não convidado | Não convidado | Não convidado | Não convidado  | Não convidado |
| 27 de setembro | TV Globo Rio de Janeiro Rede InterTV (Alto Litoral, Planice e Serra+Mar) TV Rio Sul G1 | Ana Paula Araújo | Presente    | Presente     | Presente    | Presente      | Não convidado | Não convidado | Não convidado | Não convidado  | Não convidado |

## Pesquisas de opinião

### Primeiro turno
O primeiro turno ocorreu em 2 de outubro de 2022.
| Institutos de opinião                  | Datas de realização | Entrevistados | Castro PL | Freixo PSB | Neves PDT | Cyro PSTU | Ganime NOVO | Pantoja UP | Witzel PMB | Outros | Abstenções/ Indecisos | rowspan="2" Vantagem |
| Institutos de opinião                  | Datas de realização | Entrevistados | | | | | | | | Outros | Abstenções/ Indecisos | |
| Genial/Quaest                          | 30 de setembro–1 de outubro de 2022 | 2.000 | 48% | 32% | 10% | 2% | 5% | 1% | 2% | [ a ] | – | 16% |
| Datafolha                              | 30 de setembro–1 de outubro de 2022 | 2.500 | 37% | 29% | 8% | 1% | 3% | 1% | 1% | 3% | 17% | 9% |
| Globo/Ipec                             | 29 de setembro–1 de outubro de 2022 | 2.000 | 36% | 22% | 9% | 3% | 3% | 2% | 1% | 2% | 17% | 14% |
| AtlasIntel                             | 26–30 de setembro de 2022 | 2.999 | 43,9% | 34% | 13,6% | 0,5% | 5,4% | 1,5% | 1,1% | 0,2% | – | 9,9% |
| Datafolha                              | 27–29 de setembro de 2022 | 1.500 | 36% | 26% | 9% | 2% | 3% | 2% | 2% | 2% | 19% | 10% |
| AtlasIntel                             | 23–27 de setembro de 2022 | 2.200 | 39,7% | 31,9% | 9,7% | 0,6% | 4,1% | 1,4% | 0,9% | 0,1% | 11,5% | 7,8% |
| Globo/Ipec                             | 24–26 de setembro de 2022 | 2.000 | 38% | 25% | 7% | 3% | 2% | 2% | 2% | 1% | 20% | 13% |
| Genial/Quaest                          | 22–25 de setembro de 2022 | 1.500 | 35% | 23% | 9% | 2% | 2% | 2% | 1% | 2% | 24% | 12% |
| Datafolha                              | 20–22 de setembro de 2022 | 1.526 | 36% | 26% | 8% | 2% | 1% | 2% | 2% | 3% | 21% | 10% |
| Paraná Pesquisas                       | 17–21 de setembro de 2022 | 1.540 | 35,8% | 28,5% | 7,5% | 1,9% | 1,7% | 1,2% | 1,7% | 0,7% | 21,1% | 7,3% |
| EXAME/IDEIA                            | 16–21 de setembro de 2022 | 1.000 | 35% | 27% | 7% | 3% | 3% | 1% | – | 1% | 23% | 8% |
| Globo/Ipec                             | 17–19 de setembro de 2022 | 1.504 | 37% | 27% | 6% | 3% | 2% | 2% | 2% | 1% | 20% | 10% |
| Intelligence                           | 16–18 de setembro de 2022 | 1.200 | 38% | 25% | 6% | 3% | 2% | – | – | 1% | 25% | 13% |
| Real Time Big Data                     | 16–17 de setembro de 2022 | 1.200 | 36% | 24% | 8% | 2% | 3% | 1% | 2% | 1% | 23% | 12% |
| Datafolha                              | 13–15 de setembro de 2022 | 1.202 | 31% | 27% | 8% | 3% | 1% | 1% | 3% | 4% | 22% | 4% |
| Genial/Quaest                          | 10–13 de setembro de 2022 | 1.500 | 31% | 21% | 7% | 4% | 2% | 2% | 2% | 2% | 29% | 10% |
| Prefab Future                          | 7–11 de setembro de 2022 | 3.000 | 34,9% | 15,8% | 5,6% | 1,4% | 0,7% | 0,4% | – | 0,6% | 40,6% | 19,1% |
| Globo/Ipec                             | 3–6 de setembro de 2022 | 1.504 | 37% | 22% | 7% | 4% | 2% | 2% | 2% | 1% | 23% | 15% |
| Datafolha                              | 30 de agosto–1 de setembro de 2022 | 1.202 | 31% | 26% | 7% | 3% | 2% | 2% | 3% | 2% | 24% | 5% |
| Globo/Ipec                             | 27–29 de agosto de 2022 | 1.200 | 26% | 19% | 6% | 4% | 2% | 3% | 2% | 3% | 35% | 7% |
| Real Time Big Data                     | 20–22 de agosto de 2022 | 2.000 | 32% | 22% | 8% | 2% | 3% | 0% | 3% | [ w ] | 29% | 10% |
| Datafolha                              | 16–18 de agosto de 2022 | 1.204 | 26% | 23% | 5% | 4% | 1% | 2% | 4% | 6% | 29% | 3% |
| Genial/Quaest                          | 12–15 de agosto de 2022 | 1.500 | 25% | 19% | 6% | 4% | 2% | 2% | 2% | 2% | 37% | 6% |
| Globo/Ipec                             | 12–14 de agosto de 2022 | 1.200 | 21% | 17% | 5% | 3% | 1% | 3% | 4% | 4% | 39% | 4% |
| Prefab Future                          | 6–10 de agosto de 2022 | 2.000 | 22,8% | 9,6% | 4,7% | 1,6% | 0,6% | – | 1,2% | 1% | 58,5% | 13,2% |
| 13 de julho de 2022                    | Felipe Santa Cruz desiste da candidatura para ser vice na chapa de Rodrigo Neves. PMB troca a pré-candidatura do Cel. Emir Larangeira pela de Wilson Witzel. | Felipe Santa Cruz desiste da candidatura para ser vice na chapa de Rodrigo Neves. PMB troca a pré-candidatura do Cel. Emir Larangeira pela de Wilson Witzel. | Felipe Santa Cruz desiste da candidatura para ser vice na chapa de Rodrigo Neves. PMB troca a pré-candidatura do Cel. Emir Larangeira pela de Wilson Witzel. | Felipe Santa Cruz desiste da candidatura para ser vice na chapa de Rodrigo Neves. PMB troca a pré-candidatura do Cel. Emir Larangeira pela de Wilson Witzel. | Felipe Santa Cruz desiste da candidatura para ser vice na chapa de Rodrigo Neves. PMB troca a pré-candidatura do Cel. Emir Larangeira pela de Wilson Witzel. | Felipe Santa Cruz desiste da candidatura para ser vice na chapa de Rodrigo Neves. PMB troca a pré-candidatura do Cel. Emir Larangeira pela de Wilson Witzel. | Felipe Santa Cruz desiste da candidatura para ser vice na chapa de Rodrigo Neves. PMB troca a pré-candidatura do Cel. Emir Larangeira pela de Wilson Witzel. | Felipe Santa Cruz desiste da candidatura para ser vice na chapa de Rodrigo Neves. PMB troca a pré-candidatura do Cel. Emir Larangeira pela de Wilson Witzel. | Felipe Santa Cruz desiste da candidatura para ser vice na chapa de Rodrigo Neves. PMB troca a pré-candidatura do Cel. Emir Larangeira pela de Wilson Witzel. | Felipe Santa Cruz desiste da candidatura para ser vice na chapa de Rodrigo Neves. PMB troca a pré-candidatura do Cel. Emir Larangeira pela de Wilson Witzel. | Felipe Santa Cruz desiste da candidatura para ser vice na chapa de Rodrigo Neves. PMB troca a pré-candidatura do Cel. Emir Larangeira pela de Wilson Witzel. | Felipe Santa Cruz desiste da candidatura para ser vice na chapa de Rodrigo Neves. PMB troca a pré-candidatura do Cel. Emir Larangeira pela de Wilson Witzel. |
| Institutos de opinião                  | Datas de realização | Entrevistados | Castro PL | Freixo PSB | Neves PDT | Ganime NOVO | Santa Cruz PSD | Serra PCB | Cyro PSTU | Outros | Abstenções/ Indecisos | Vantagem |
| Institutos de opinião                  | Datas de realização | Entrevistados | | | | | | | | Outros | Abstenções/ Indecisos | Vantagem |
| Instituto GERP                         | 8 de julho–12 de julho de 2022 | 1.500 | 27% | 23% | 11% | 1% | 2% | 1% | 1% | 1% | 33% | 4% |
| Genial/Quaest                          | 8 de julho–11 de julho de 2022 | 1.200 | 24% | 22% | 6% | 1% | 2% | 2% | 2% | 7% | 34% | 2% |
| Datafolha                              | 29 de junho–1 de julho de 2022 | 1.218 | 23% | 22% | 7% | 2% | 2% | 6% | 5% | 2% | 32% | 1% |
| Datafolha                              | 29 de junho–1 de julho de 2022 | 1.218 | 21% | 22% | 6% | 2% | 2% | 5% | 4% | 9% | 30% | 1% |
| Real Time Big Data                     | 27–28 de junho de 2022 | 1.500 | 26% | 23% | 10% | 1% | 1% | 1% | 2% | [ af ] | 36% | 3% |
| Real Time Big Data                     | 27–28 de junho de 2022 | 1.500 | 27% | 23% | 10% | 1% | – | – | 2% | [ ag ] | 36% | 4% |
| EXAME/IDEIA                            | 10–15 de junho de 2022 | 1.000 | 24% | 23% | 8% | 2% | 3% | 1% | 2% | 13% | 25% | 1% |
| EXAME/IDEIA                            | 10–15 de junho de 2022 | 1.000 | 29% | 25% | 10% | 2% | 3% | 1% | 2% | 3% | 25% | 4% |
| Paraná Pesquisas                       | 30 de maio–2 de junho de 2022 | 1.540 | 23,2% | 21,4% | 8% | 1% | 2,3% | 1,8% | 1,7% | 2,6% | 37,9% | 1,8% |
| Paraná Pesquisas                       | 30 de maio–2 de junho de 2022 | 1.540 | 24,4% | 22,4% | 9,4% | 1,3% | – | 2,1% | – | – | 40,5% | 2% |
| Prefab Future                          | 27–31 de maio de 2022 | 1.600 | 15,1% | 11% | 2,6% | 0,7% | 0,5% | 1% | 1,9% | 10,9% | 56,3% | 4,1% |
| IPEC                                   | 19–22 de maio de 2022 | 1.008 | 16% | 15% | 6% | 1% | 2% | 3% | 5% | 16% | 37% | Empate |
| IPEC                                   | 19–22 de maio de 2022 | 1.008 | 18% | 17% | 8% | 1% | 2% | 6% | 5% | – | 43% | 1% |
| Instituto GERP                         | 16–20 de maio de 2022 | 1.020 | 22% | 21% | 10% | 1% | 2% | 2% | 1% | 1% | 40% | 1% |
| Quaest/Genial                          | 12–15 de maio de 2022 | 1.200 | 25% | 18% | 8% | 2% | 1% | – | – | 2% | 43% | 7% |
| Quaest/Genial                          | 12–15 de maio de 2022 | 1.200 | 26% | 19% | 8% | 2% | 2% | – | – | – | 44% | 7% |
| Quaest/Genial                          | 12–15 de maio de 2022 | 1.200 | 27% | 19% | 9% | 3% | – | – | – | – | 43% | 8% |
| Datafolha                              | 5–7 de abril de 2022 | 1.200 | 18% | 22% | 7% | 2% | 3% | 5% | 4% | – | 40% | 4% |
| Datafolha                              | 5–7 de abril de 2022 | 1.200 | 14% | 18% | 5% | 1% | 2% | 4% | 3% | 13% | 39% | 4% |
| Instituto GERP                         | 21–24 de março de 2022 | 1.500 | 21% | 24% | 14% | 1% | 1% | – | – | – | 39% | 3% |
| Prefab Future                          | 17–20 de março de 2022 | 1.243 | 11% | 15,4% | 4,3% | 0,3% | 0,6% | – | – | 13,4% | 55% | 2% |
| 16 de março de 2022–6 de abril de 2022 | Hamilton Mourão se filia ao Republicanos e confirma sua candidatura a Senador pelo Rio Grande do Sul. Rodrigo Maia desiste de disputar a eleição.            | Hamilton Mourão se filia ao Republicanos e confirma sua candidatura a Senador pelo Rio Grande do Sul. Rodrigo Maia desiste de disputar a eleição.            | Hamilton Mourão se filia ao Republicanos e confirma sua candidatura a Senador pelo Rio Grande do Sul. Rodrigo Maia desiste de disputar a eleição.            | Hamilton Mourão se filia ao Republicanos e confirma sua candidatura a Senador pelo Rio Grande do Sul. Rodrigo Maia desiste de disputar a eleição.            | Hamilton Mourão se filia ao Republicanos e confirma sua candidatura a Senador pelo Rio Grande do Sul. Rodrigo Maia desiste de disputar a eleição.            | Hamilton Mourão se filia ao Republicanos e confirma sua candidatura a Senador pelo Rio Grande do Sul. Rodrigo Maia desiste de disputar a eleição.            | Hamilton Mourão se filia ao Republicanos e confirma sua candidatura a Senador pelo Rio Grande do Sul. Rodrigo Maia desiste de disputar a eleição.            | Hamilton Mourão se filia ao Republicanos e confirma sua candidatura a Senador pelo Rio Grande do Sul. Rodrigo Maia desiste de disputar a eleição.            | Hamilton Mourão se filia ao Republicanos e confirma sua candidatura a Senador pelo Rio Grande do Sul. Rodrigo Maia desiste de disputar a eleição.            | Hamilton Mourão se filia ao Republicanos e confirma sua candidatura a Senador pelo Rio Grande do Sul. Rodrigo Maia desiste de disputar a eleição.            | Hamilton Mourão se filia ao Republicanos e confirma sua candidatura a Senador pelo Rio Grande do Sul. Rodrigo Maia desiste de disputar a eleição.            | Hamilton Mourão se filia ao Republicanos e confirma sua candidatura a Senador pelo Rio Grande do Sul. Rodrigo Maia desiste de disputar a eleição.            |
| Institutos de opinião                  | Datas de realização | Entrevistados | Castro PL | Freixo PSB | Neves PDT | Ganime NOVO | Santa Cruz Sem partido | Martha PDT | Mourão PRTB | Outros | Abstenções/ Indecisos | Vantagem |
| Institutos de opinião                  | Datas de realização | Entrevistados | | | | | | | | Outros | Abstenções/ Indecisos | Vantagem |
| Quaest/Genial                          | 15–18 de março de 2022 | 1.200 | 21% | 17% | 9% | 1% | 3% | – | – | 4% | 45% | 4% |
| Quaest/Genial                          | 15–18 de março de 2022 | 1.200 | 22% | 18% | 10% | 2% | 3% | – | – | – | 46% | 4% |
| Quaest/Genial                          | 15–18 de março de 2022 | 1.200 | 24% | 20% | – | 4% | 4% | – | – | – | 48% | 4% |
| Quaest/Genial                          | 15–18 de março de 2022 | 1.200 | 23% | 18% | 10% | 2% | – | – | – | – | 46% | 5% |
| Real Time Big Data                     | 12–15 de março de 2022 | 1.500 | 23% | 24% | 10% | 1% | 2% | – | – | 2% | 38% | 1% |
| Real Time Big Data                     | 12–15 de março de 2022 | 1.500 | 25% | 25% | 11% | 1% | – | – | – | – | 38% | Empate |
| Quaest Pesquisa                        | 22–26 de outubro de 2021 | 1.804 | 14% | 19% | 4% | – | – | – | – | 26% | 38% | 7% |
| Quaest Pesquisa                        | 22–26 de outubro de 2021 | 1.804 | 16% | 25% | 7% | – | 3% | – | – | – | 49% | 9% |
| Quaest Pesquisa                        | 22–26 de outubro de 2021 | 1.804 | 12% | 23% | 6% | – | 3% | – | 17% | – | 39% | 6% |
| Real Time Big Data                     | 28–29 de setembro de 2021 | 1.200 | 18% | 25% | 9% | – | 2% | – | – | – | 46% | 7% |
| Real Time Big Data                     | 28–29 de setembro de 2021 | 1.200 | 18% | 25% | 10% | – | – | – | – | – | 47% | 7% |
| EXAME/IDEIA                            | 23–26 de agosto de 2021 | 2.000 | 21% | 22% | 7% | – | – | – | – | 16% | 33% | 1% |
| Instituto GERP                         | 10–17 de agosto de 2021 | 1.200 | 6% | 12% | 7% | – | – | – | 18% | 15% | 42% | 3% |
| Instituto GERP                         | 10–17 de agosto de 2021 | 1.200 | 11% | 17% | 12% | – | – | – | – | – | 60% | 5% |
| AtlasIntel                             | 18–22 de junho de 2021 | 807 | 20,2% | 33% | 4,4% | 3,4% | 2,2% | – | – | – | 36,8% | 12,8% |
| AtlasIntel                             | 18–22 de junho de 2021 | 807 | 19,1% | 31,8% | – | 3,5% | 4% | 1,8% | – | – | 39,9% | 12,7% |
| Paraná Pesquisas                       | 28 de maio–1 de junho de 2021 | 1.530 | 16,3% | 23,8% | – | – | 2,1% | 23,1% | – | – | 34,7% | 0,7% |
| Paraná Pesquisas                       | 28 de maio–1 de junho de 2021 | 1.530 | 15,6% | 23,5% | – | – | – | – | – | 26,4% | 34,5% | 2,9% |
| Paraná Pesquisas                       | 28 de maio–1 de junho de 2021 | 1.530 | 16,7% | 25,2% | 7% | – | – | – | – | 14,8% | 36,3% | 8,5% |
| Paraná Pesquisas                       | 28 de maio–1 de junho de 2021 | 1.530 | 13% | 20,5% | 1,3% | – | – | 14,7% | – | 21,3% | 29,2% | 0,8% |

### Segundo turno
O segundo turno (caso fosse necessário) seria realizado em 30 de outubro de 2022.
Castro x Freixo
| Institutos de opinião | Datas de realização                 | Entrevistados | Castro PL | Freixo PSB                          | Abstenções/ Indecisos | Vantagem |       |     |     |     |    |
| --------------------- | ----------------------------------- | ------------- | --------- | ----------------------------------- | --------------------- | -------- | ----- | --- | --- | --- | -- |
| Institutos de opinião | Datas de realização                 | Entrevistados | Datafolha | 30 de setembro–1 de outubro de 2022 | Abstenções/ Indecisos | Vantagem | 2.500 | 46% | 40% | 10% | 6% |
| Globo/Ipec            | 29 de setembro–1 de outubro de 2022 | 2.000         | 48%       | 33%                                 | 20%                   | 15%      |       |     |     |     |    |
| AtlasIntel            | 26–30 de setembro de 2022           | 2.999         | 44,7%     | 34,9%                               | 20,5%                 | 9,8%     |       |     |     |     |    |
| Datafolha             | 27–29 de setembro de 2022           | 1.500         | 46%       | 38%                                 | 16%                   | 8%       |       |     |     |     |    |
| AtlasIntel            | 23–27 de setembro de 2022           | 2.200         | 45%       | 38,2%                               | 16,8%                 | 6,8%     |       |     |     |     |    |
| Globo/Ipec            | 24–26 de setembro de 2022           | 2.000         | 44%       | 34%                                 | 22%                   | 10%      |       |     |     |     |    |
| Genial/Quaest         | 22–25 de setembro de 2022           | 1.500         | 45%       | 31%                                 | 23%                   | 14%      |       |     |     |     |    |
| Datafolha             | 20–22 de setembro de 2022           | 1.526         | 46%       | 38%                                 | 16%                   | 8%       |       |     |     |     |    |
| EXAME/IDEIA           | 16–21 de setembro de 2022           | 1.000         | 42%       | 37%                                 | 22%                   | 5%       |       |     |     |     |    |
| Globo/Ipec            | 17–19 de setembro de 2022           | 1.504         | 45%       | 35%                                 | 20%                   | 10%      |       |     |     |     |    |
| Real Time Big Data    | 16–17 de setembro de 2022           | 1.200         | 47%       | 34%                                 | 19%                   | 13%      |       |     |     |     |    |
| Datafolha             | 13–15 de setembro de 2022           | 1.202         | 43%       | 41%                                 | 17%                   | 2%       |       |     |     |     |    |
| Genial/Quaest         | 10–13 de setembro de 2022           | 1.500         | 42%       | 34%                                 | 24%                   | 8%       |       |     |     |     |    |
| Globo/Ipec            | 3–6 de setembro de 2022             | 1.504         | 43%       | 31%                                 | 26%                   | 12%      |       |     |     |     |    |
| Datafolha             | 30 de agosto–1 de setembro de 2022  | 1.202         | 44%       | 37%                                 | 19%                   | 7%       |       |     |     |     |    |
| Globo/Ipec            | 27–29 de agosto de 2022             | 1.200         | 38%       | 35%                                 | 28%                   | 3%       |       |     |     |     |    |
| Real Time Big Data    | 20–22 de agosto de 2022             | 2.000         | 43%       | 32%                                 | 25%                   | 9%       |       |     |     |     |    |
| Datafolha             | 16–18 de agosto de 2022             | 1.204         | 38%       | 39%                                 | 23%                   | 1%       |       |     |     |     |    |
| Genial/Quaest         | 12–15 de agosto de 2022             | 1.500         | 36%       | 32%                                 | 32%                   | 4%       |       |     |     |     |    |
| Genial/Quaest         | 8 de julho–11 de julho de 2022      | 1.200         | 36%       | 31%                                 | 33%                   | 5%       |       |     |     |     |    |
| Real Time Big Data    | 27–28 de junho de 2022              | 1.500         | 37%       | 30%                                 | 33%                   | 7%       |       |     |     |     |    |
| EXAME/IDEIA           | 10–15 de junho de 2022              | 1.000         | 38%       | 32%                                 | 30%                   | 6%       |       |     |     |     |    |
| Quaest/Genial         | 12–15 de maio de 2022               | 1.200         | 38%       | 27%                                 | 35%                   | 11%      |       |     |     |     |    |
| Quaest/Genial         | 12–15 de maio de 2022               | 1.200         | 37%       | 40%                                 | 22%                   | 3%       |       |     |     |     |    |
| Quaest/Genial         | 15–18 de março de 2022              | 1.200         | 34%       | 30%                                 | 37%                   | 4%       |       |     |     |     |    |
| Quaest/Genial         | 15–18 de março de 2022              | 1.200         | 36%       | 41%                                 | 23%                   | 5%       |       |     |     |     |    |
| AtlasIntel            | 18–22 de junho de 2021              | 807           | 31%       | 37,3%                               | 31.7%                 | 6,3%     |       |     |     |     |    |

Castro x Neves
| Institutos de opinião | Datas de realização            | Entrevistados | Castro PL  | Neves PDT                 | Abstenções/ Indecisos | Vantagem |       |       |       |       |      |
| --------------------- | ------------------------------ | ------------- | ---------- | ------------------------- | --------------------- | -------- | ----- | ----- | ----- | ----- | ---- |
| Institutos de opinião | Datas de realização            | Entrevistados | AtlasIntel | 26–30 de setembro de 2022 | Abstenções/ Indecisos | Vantagem | 2.999 | 41,4% | 32,3% | 26,3% | 9,1% |
| AtlasIntel            | 23–27 de setembro de 2022      | 2.200         | 43,9%      | 30,5%                     | 25,6%                 | 13,4%    |       |       |       |       |      |
| Genial/Quaest         | 22–25 de setembro de 2022      | 1.500         | 44%        | 28%                       | 19%                   | 16%      |       |       |       |       |      |
| EXAME/IDEIA           | 16–21 de setembro de 2022      | 1.000         | 44%        | 31%                       | 25%                   | 13%      |       |       |       |       |      |
| Real Time Big Data    | 16–17 de setembro de 2022      | 1.200         | 43%        | 29%                       | 28%                   | 14%      |       |       |       |       |      |
| Genial/Quaest         | 10–13 de setembro de 2022      | 1.500         | 43%        | 24%                       | 33%                   | 19%      |       |       |       |       |      |
| Real Time Big Data    | 20–22 de agosto de 2022        | 2.000         | 45%        | 28%                       | 27%                   | 17%      |       |       |       |       |      |
| Genial/Quaest         | 12–15 de agosto de 2022        | 1.500         | 37%        | 24%                       | 39%                   | 13%      |       |       |       |       |      |
| Genial/Quaest         | 8 de julho–11 de julho de 2022 | 1.200         | 37%        | 21%                       | 41%                   | 16%      |       |       |       |       |      |
| Real Time Big Data    | 27–28 de junho de 2022         | 1.500         | 38%        | 26%                       | 36%                   | 12%      |       |       |       |       |      |
| EXAME/IDEIA           | 10–15 de junho de 2022         | 1.000         | 40%        | 26%                       | 34%                   | 14%      |       |       |       |       |      |
| Quaest/Genial         | 12–15 de maio de 2022          | 1.200         | 38%        | 24%                       | 38%                   | 14%      |       |       |       |       |      |
| Quaest/Genial         | 15–18 de março de 2022         | 1.200         | 36%        | 20%                       | 44%                   | 16%      |       |       |       |       |      |

Neves x Freixo
| Institutos de opinião | Datas de realização            | Entrevistados | Freixo PSB | Neves PDT                 | Abstenções/ Indecisos | Vantagem |       |       |       |       |      |
| --------------------- | ------------------------------ | ------------- | ---------- | ------------------------- | --------------------- | -------- | ----- | ----- | ----- | ----- | ---- |
| Institutos de opinião | Datas de realização            | Entrevistados | AtlasIntel | 26–30 de setembro de 2022 | Abstenções/ Indecisos | Vantagem | 2.999 | 32,7% | 29,6% | 37,7% | 3,1% |
| AtlasIntel            | 23–27 de setembro de 2022      | 2.200         | 35%        | 28,3%                     | 36,6%                 | 6,7%     |       |       |       |       |      |
| Genial/Quaest         | 22–25 de setembro de 2022      | 1.500         | 31%        | 33%                       | 35%                   | 2%       |       |       |       |       |      |
| EXAME/IDEIA           | 16–21 de setembro de 2022      | 1.000         | 35%        | 38%                       | 27%                   | 3%       |       |       |       |       |      |
| Real Time Big Data    | 16–17 de setembro de 2022      | 1.200         | 31%        | 35%                       | 34%                   | 4%       |       |       |       |       |      |
| Genial/Quaest         | 10–13 de setembro de 2022      | 1.500         | 33%        | 29%                       | 38%                   | 4%       |       |       |       |       |      |
| Real Time Big Data    | 20–22 de agosto de 2022        | 2.000         | 34%        | 32%                       | 34%                   | 2%       |       |       |       |       |      |
| Genial/Quaest         | 12–15 de agosto de 2022        | 1.500         | 30%        | 28%                       | 42%                   | 2%       |       |       |       |       |      |
| Genial/Quaest         | 8 de julho–11 de julho de 2022 | 1.200         | 31%        | 24%                       | 45%                   | 7%       |       |       |       |       |      |
| Real Time Big Data    | 27–28 de junho de 2022         | 1.500         | 34%        | 29%                       | 37%                   | 5%       |       |       |       |       |      |
| Quaest/Genial         | 12–15 de maio de 2022          | 1.200         | 31%        | 27%                       | 44%                   | 4%       |       |       |       |       |      |
| Quaest/Genial         | 15–18 de março de 2022         | 1.200         | 29%        | 24%                       | 47%                   | 5%       |       |       |       |       |      |
| AtlasIntel            | 18–22 de junho de 2021         | 807           | 34,6%      | 14,4%                     | 51%                   | 20,2%    |       |       |       |       |      |

### Outras hipóteses
| Institutos de opinião | Datas de realização    | Entrevistados | Castro PL | Ganime NOVO | Abstenções/ Indecisos | Vantagem |
| Institutos de opinião | Datas de realização    | Entrevistados |           |             | Abstenções/ Indecisos | Vantagem |
| Quaest/Genial         | 15–18 de março de 2022 | 1.200         | 40%       | 11%         | 49%                   | 29%      |

| Institutos de opinião | Datas de realização    | Entrevistados | Castro PL | Santa Cruz PSD | Abstenções/ Indecisos | Vantagem |
| Institutos de opinião | Datas de realização    | Entrevistados |           |                | Abstenções/ Indecisos | Vantagem |
| EXAME/IDEIA           | 10–15 de junho de 2022 | 1.000         | 46%       | 21%            | 33%                   | 25%      |
| Quaest/Genial         | 15–18 de março de 2022 | 1.200         | 39%       | 15%            | 47%                   | 24%      |

| Institutos de opinião | Datas de realização    | Entrevistados | Freixo PSB | Martha PDT | Abstenções/ Indecisos | Vantagem |
| Institutos de opinião | Datas de realização    | Entrevistados |            |            | Abstenções/ Indecisos | Vantagem |
| AtlasIntel            | 18–22 de junho de 2021 | 807           | 36,2%      | 14,1%      | 49,7%                 | 22,1%    |

### Senador
| Institutos de opinião | Datas de realização                                                                                 | Entrevistados                                                                                       | Romário PL                                                                                          | Daciolo PDT                                                                                         | Clarissa UNIÃO                                                                                      | Molon PSB                                                                                           | Silveira PTB                                                                                        | Ceciliano PT                                                                                        | Sinedino PSTU                                                                                       | Itagiba AVANTE                                                                                      | Outros candidatos                                                                                   | Abstenções/ Indecisos                                                                               | Vantagem                                                                                            |
| Institutos de opinião | Datas de realização                                                                                 | Entrevistados                                                                                       | | | | | | | | | Outros candidatos                                                                                   | Abstenções/ Indecisos                                                                               | Vantagem                                                                                            |
| Genial/Quaest         | 30 de setembro–1 de outubro de 2022                                                                 | 2.000                                                                                               | 44%                                                                                                 | 6%                                                                                                  | 19%                                                                                                 | 16%                                                                                                 | –                                                                                                   | 12%                                                                                                 | 1%                                                                                                  | 1%                                                                                                  | 2%                                                                                                  | –                                                                                                   | 25%                                                                                                 |
| Datafolha             | 30 de setembro–1 de outubro de 2022                                                                 | 2.500                                                                                               | 28%                                                                                                 | 4%                                                                                                  | 13%                                                                                                 | 16%                                                                                                 | 8%                                                                                                  | 8%                                                                                                  | 1%                                                                                                  | 0%                                                                                                  | [ bc ]                                                                                              | 19%                                                                                                 | 12%                                                                                                 |
| Globo/Ipec            | 29 de setembro–1 de outubro de 2022                                                                 | 2.000                                                                                               | 33%                                                                                                 | 4%                                                                                                  | 13%                                                                                                 | 13%                                                                                                 | 7%                                                                                                  | 7%                                                                                                  | 1%                                                                                                  | 0%                                                                                                  | 1%                                                                                                  | 21%                                                                                                 | 20%                                                                                                 |
| Datafolha             | 27–29 de setembro de 2022                                                                           | 1.500                                                                                               | 30%                                                                                                 | 6%                                                                                                  | 13%                                                                                                 | 15%                                                                                                 | 8%                                                                                                  | 8%                                                                                                  | 0%                                                                                                  | 0%                                                                                                  | 1%                                                                                                  | 20%                                                                                                 | 15%                                                                                                 |
| Globo/Ipec            | 24–26 de setembro de 2022                                                                           | 2.000                                                                                               | 33%                                                                                                 | 6%                                                                                                  | 11%                                                                                                 | 11%                                                                                                 | 7%                                                                                                  | 7%                                                                                                  | 1%                                                                                                  | 0%                                                                                                  | 1%                                                                                                  | 22%                                                                                                 | 22%                                                                                                 |
| Genial/Quaest         | 22–25 de setembro de 2022                                                                           | 1.500                                                                                               | 39%                                                                                                 | 7%                                                                                                  | 13%                                                                                                 | 12%                                                                                                 | –                                                                                                   | 5%                                                                                                  | 1%                                                                                                  | 0%                                                                                                  | 1%                                                                                                  | 22%                                                                                                 | 26%                                                                                                 |
| Datafolha             | 20–22 de setembro de 2022                                                                           | 1.526                                                                                               | 31%                                                                                                 | 6%                                                                                                  | 10%                                                                                                 | 12%                                                                                                 | 8%                                                                                                  | 6%                                                                                                  | 1%                                                                                                  | 0%                                                                                                  | [ bh ]                                                                                              | 24%                                                                                                 | 13%                                                                                                 |
| Paraná Pesquisas      | 17–21 de setembro de 2022                                                                           | 1.540                                                                                               | 28,4%                                                                                               | 9,7%                                                                                                | 8,3%                                                                                                | 14,9%                                                                                               | 6%                                                                                                  | 5,7%                                                                                                | 0,3%                                                                                                | 0,1%                                                                                                | 1%                                                                                                  | 25,5%                                                                                               | 13,5%                                                                                               |
| EXAME/IDEIA           | 16–21 de setembro de 2022                                                                           | 1.000                                                                                               | 33%                                                                                                 | 10%                                                                                                 | 7%                                                                                                  | 19%                                                                                                 | –                                                                                                   | 8%                                                                                                  | 1%                                                                                                  | 1%                                                                                                  | 3%                                                                                                  | 20%                                                                                                 | 14%                                                                                                 |
| Globo/Ipec            | 17–19 de setembro de 2022                                                                           | 1.504                                                                                               | 33%                                                                                                 | 6%                                                                                                  | 10%                                                                                                 | 11%                                                                                                 | 7%                                                                                                  | 6%                                                                                                  | 1%                                                                                                  | 0%                                                                                                  | 2%                                                                                                  | 23%                                                                                                 | 22%                                                                                                 |
| Intelligence          | 16–18 de setembro de 2022                                                                           | 1.200                                                                                               | 27%                                                                                                 | 6%                                                                                                  | 6%                                                                                                  | 9%                                                                                                  | –                                                                                                   | 12%                                                                                                 | 0%                                                                                                  | 0%                                                                                                  | [ bl ]                                                                                              | 40%                                                                                                 | 15%                                                                                                 |
| Real Time Big Data    | 16–17 de setembro de 2022                                                                           | 1.200                                                                                               | 27%                                                                                                 | 7%                                                                                                  | 10%                                                                                                 | 14%                                                                                                 | 10%                                                                                                 | 8%                                                                                                  | 0%                                                                                                  | 0%                                                                                                  | [ bm ]                                                                                              | 24%                                                                                                 | 13%                                                                                                 |
| Datafolha             | 13–15 de setembro de 2022                                                                           | 1.202                                                                                               | 31%                                                                                                 | 7%                                                                                                  | 8%                                                                                                  | 13%                                                                                                 | 6%                                                                                                  | 5%                                                                                                  | 0%                                                                                                  | 0%                                                                                                  | 2%                                                                                                  | 25%                                                                                                 | 18%                                                                                                 |
| Genial/Quaest         | 10–13 de setembro de 2022                                                                           | 1.500                                                                                               | 37%                                                                                                 | 9%                                                                                                  | 9%                                                                                                  | 13%                                                                                                 | –                                                                                                   | 4%                                                                                                  | 0%                                                                                                  | 1%                                                                                                  | 1%                                                                                                  | 26%                                                                                                 | 24%                                                                                                 |
| Prefab Future         | 7–11 de setembro de 2022                                                                            | 3.000                                                                                               | 29%                                                                                                 | 4%                                                                                                  | 11%                                                                                                 | 5,9%                                                                                                | 4,5%                                                                                                | 3,9%                                                                                                | 0,2%                                                                                                | 1,1%                                                                                                | 4%                                                                                                  | 40,3%                                                                                               | 18%                                                                                                 |
| Globo/Ipec            | 3–6 de setembro de 2022                                                                             | 1.504                                                                                               | 32%                                                                                                 | 7%                                                                                                  | 8%                                                                                                  | 7%                                                                                                  | 6%                                                                                                  | 7%                                                                                                  | 1%                                                                                                  | 0%                                                                                                  | 4%                                                                                                  | 26%                                                                                                 | 24%                                                                                                 |
| Datafolha             | 30 de agosto–1 de setembro de 2022                                                                  | 1.202                                                                                               | 31%                                                                                                 | 8%                                                                                                  | 8%                                                                                                  | 12%                                                                                                 | 6%                                                                                                  | 6%                                                                                                  | 1%                                                                                                  | 0%                                                                                                  | 3%                                                                                                  | 23%                                                                                                 | 19%                                                                                                 |
| Globo/Ipec            | 27–29 de agosto de 2022                                                                             | 1.200                                                                                               | 30%                                                                                                 | 6%                                                                                                  | 5%                                                                                                  | 8%                                                                                                  | 7%                                                                                                  | 5%                                                                                                  | 1%                                                                                                  | 0%                                                                                                  | 3%                                                                                                  | 35%                                                                                                 | 22%                                                                                                 |
| Real Time Big Data    | 20–22 de agosto de 2022                                                                             | 2.000                                                                                               | 22%                                                                                                 | 10%                                                                                                 | 8%                                                                                                  | 15%                                                                                                 | 9%                                                                                                  | 5%                                                                                                  | 0%                                                                                                  | 1%                                                                                                  | 0%                                                                                                  | 30%                                                                                                 | 7%                                                                                                  |
| Datafolha             | 16–18 de agosto de 2022                                                                             | 1.204                                                                                               | 31%                                                                                                 | 11%                                                                                                 | 4%                                                                                                  | 12%                                                                                                 | 7%                                                                                                  | 3%                                                                                                  | 2%                                                                                                  | 1%                                                                                                  | 1%                                                                                                  | 29%                                                                                                 | 19%                                                                                                 |
| Globo/Ipec            | 12–14 de agosto de 2022                                                                             | 1.200                                                                                               | 27%                                                                                                 | 8%                                                                                                  | 7%                                                                                                  | 7%                                                                                                  | 6%                                                                                                  | 4%                                                                                                  | 2%                                                                                                  | 1%                                                                                                  | 1%                                                                                                  | 38%                                                                                                 | 19%                                                                                                 |
| Prefab Future         | 6–10 de agosto de 2022                                                                              | 2.000                                                                                               | 18,4%                                                                                               | 6,1%                                                                                                | 6,2%                                                                                                | 3,9%                                                                                                | 5,8%                                                                                                | 1,9%                                                                                                | –                                                                                                   | –                                                                                                   | –                                                                                                   | 57,7%                                                                                               | 12,3%                                                                                               |
| Agosto de 2022        | Marcelo Crivella vira candidato a deputado federal.                                                 | Marcelo Crivella vira candidato a deputado federal.                                                 | Marcelo Crivella vira candidato a deputado federal.                                                 | Marcelo Crivella vira candidato a deputado federal.                                                 | Marcelo Crivella vira candidato a deputado federal.                                                 | Marcelo Crivella vira candidato a deputado federal.                                                 | Marcelo Crivella vira candidato a deputado federal.                                                 | Marcelo Crivella vira candidato a deputado federal.                                                 | Marcelo Crivella vira candidato a deputado federal.                                                 | Marcelo Crivella vira candidato a deputado federal.                                                 | Marcelo Crivella vira candidato a deputado federal.                                                 | Marcelo Crivella vira candidato a deputado federal.                                                 | Marcelo Crivella vira candidato a deputado federal.                                                 |
| Institutos de opinião | Datas de realização                                                                                 | Entrevistados                                                                                       | Romário PL                                                                                          | Crivella Republicanos                                                                               | Clarissa UNIÃO                                                                                      | Molon PSB                                                                                           | Silveira PTB                                                                                        | Daciolo PDT                                                                                         | Itagiba AVANTE                                                                                      | Ceciliano PT                                                                                        | Outros candidatos                                                                                   | Abstenções/ Indecisos                                                                               | Vantagem                                                                                            |
| Institutos de opinião | Datas de realização                                                                                 | Entrevistados                                                                                       | | | | | | | | | Outros candidatos                                                                                   | Abstenções/ Indecisos                                                                               | Vantagem                                                                                            |
| Instituto GERP        | 8 de julho–12 de julho de 2022                                                                      | 1.500                                                                                               | 25%                                                                                                 | 17%                                                                                                 | 5%                                                                                                  | 15%                                                                                                 | –                                                                                                   | 8%                                                                                                  | –                                                                                                   | 4%                                                                                                  | –                                                                                                   | 26%                                                                                                 | 8%                                                                                                  |
| Genial/Quaest         | 8 de julho–11 de julho de 2022                                                                      | 1.200                                                                                               | 32%                                                                                                 | –                                                                                                   | 9%                                                                                                  | 11%                                                                                                 | 7%                                                                                                  | –                                                                                                   | 1%                                                                                                  | 5%                                                                                                  | 4%                                                                                                  | 33%                                                                                                 | 21%                                                                                                 |
| 29 de junho de 2022   | Cláudio Castro anuncia Washington Reis como vice na futura chapa.                                   | Cláudio Castro anuncia Washington Reis como vice na futura chapa.                                   | Cláudio Castro anuncia Washington Reis como vice na futura chapa.                                   | Cláudio Castro anuncia Washington Reis como vice na futura chapa.                                   | Cláudio Castro anuncia Washington Reis como vice na futura chapa.                                   | Cláudio Castro anuncia Washington Reis como vice na futura chapa.                                   | Cláudio Castro anuncia Washington Reis como vice na futura chapa.                                   | Cláudio Castro anuncia Washington Reis como vice na futura chapa.                                   | Cláudio Castro anuncia Washington Reis como vice na futura chapa.                                   | Cláudio Castro anuncia Washington Reis como vice na futura chapa.                                   | Cláudio Castro anuncia Washington Reis como vice na futura chapa.                                   | Cláudio Castro anuncia Washington Reis como vice na futura chapa.                                   | Cláudio Castro anuncia Washington Reis como vice na futura chapa.                                   |
| Institutos de opinião | Datas de realização                                                                                 | Entrevistados                                                                                       | Romário PL                                                                                          | Crivella Republicanos                                                                               | Clarissa UNIÃO                                                                                      | Molon PSB                                                                                           | Silveira PTB                                                                                        | Daciolo PDT                                                                                         | Reis MDB                                                                                            | Ceciliano PT                                                                                        | Outros candidatos                                                                                   | Abstenções/ Indecisos                                                                               | Vantagem                                                                                            |
| Institutos de opinião | Datas de realização                                                                                 | Entrevistados                                                                                       | | | | | | | | | Outros candidatos                                                                                   | Abstenções/ Indecisos                                                                               | Vantagem                                                                                            |
| Real Time Big Data    | 27–28 de junho de 2022                                                                              | 1.500                                                                                               | 19%                                                                                                 | –                                                                                                   | –                                                                                                   | 14%                                                                                                 | 8%                                                                                                  | –                                                                                                   | 4%                                                                                                  | –                                                                                                   | 3%                                                                                                  | 47%                                                                                                 | 5%                                                                                                  |
| EXAME/IDEIA           | 10–15 de junho de 2022                                                                              | 1.000                                                                                               | 23%                                                                                                 | 15%                                                                                                 | 4%                                                                                                  | 10%                                                                                                 | 7%                                                                                                  | 12%                                                                                                 | 3%                                                                                                  | 5%                                                                                                  | 8%                                                                                                  | 13%                                                                                                 | 6%                                                                                                  |
| Paraná Pesquisas      | 30 de maio–2 de junho de 2022                                                                       | 1.540                                                                                               | 14,9%                                                                                               | 10,3%                                                                                               | –                                                                                                   | 11,3%                                                                                               | 8,1%                                                                                                | 12,5%                                                                                               | 3,1%                                                                                                | 3,2%                                                                                                | 2,7%                                                                                                | 34%                                                                                                 | 2,4%                                                                                                |
| Prefab Future         | 27–31 de maio de 2022                                                                               | 1.600                                                                                               | 19,7%                                                                                               | 10,4%                                                                                               | 4,2%                                                                                                | 4,4%                                                                                                | 3,7%                                                                                                | 6,7%                                                                                                | 4,5%                                                                                                | 1,7%                                                                                                | –                                                                                                   | 44,7%                                                                                               | 9,3%                                                                                                |
| 27 de maio de 2022    | Candidatura de Luciana Boiteux é retirada pelo PSOL, que decide apoiar Alessandro Molon.            | Candidatura de Luciana Boiteux é retirada pelo PSOL, que decide apoiar Alessandro Molon.            | Candidatura de Luciana Boiteux é retirada pelo PSOL, que decide apoiar Alessandro Molon.            | Candidatura de Luciana Boiteux é retirada pelo PSOL, que decide apoiar Alessandro Molon.            | Candidatura de Luciana Boiteux é retirada pelo PSOL, que decide apoiar Alessandro Molon.            | Candidatura de Luciana Boiteux é retirada pelo PSOL, que decide apoiar Alessandro Molon.            | Candidatura de Luciana Boiteux é retirada pelo PSOL, que decide apoiar Alessandro Molon.            | Candidatura de Luciana Boiteux é retirada pelo PSOL, que decide apoiar Alessandro Molon.            | Candidatura de Luciana Boiteux é retirada pelo PSOL, que decide apoiar Alessandro Molon.            | Candidatura de Luciana Boiteux é retirada pelo PSOL, que decide apoiar Alessandro Molon.            | Candidatura de Luciana Boiteux é retirada pelo PSOL, que decide apoiar Alessandro Molon.            | Candidatura de Luciana Boiteux é retirada pelo PSOL, que decide apoiar Alessandro Molon.            | Candidatura de Luciana Boiteux é retirada pelo PSOL, que decide apoiar Alessandro Molon.            |
| Institutos de opinião | Datas de realização                                                                                 | Entrevistados                                                                                       | Romário PL                                                                                          | Crivella Republicanos                                                                               | Clarissa UNIÃO                                                                                      | Molon PSB                                                                                           | Silveira PTB                                                                                        | Boiteux PSOL                                                                                        | Reis MDB                                                                                            | Ceciliano PT                                                                                        | Outros candidatos                                                                                   | Abstenções/ Indecisos                                                                               | Vantagem                                                                                            |
| Institutos de opinião | Datas de realização                                                                                 | Entrevistados                                                                                       | | | | | | | | | Outros candidatos                                                                                   | Abstenções/ Indecisos                                                                               | Vantagem                                                                                            |
| IPEC                  | 19–22 de maio de 2022                                                                               | 1.008                                                                                               | 29%                                                                                                 | –                                                                                                   | –                                                                                                   | 8%                                                                                                  | 8%                                                                                                  | 4%                                                                                                  | –                                                                                                   | 6%                                                                                                  | 10%                                                                                                 | 35%                                                                                                 | 19%                                                                                                 |
| IPEC                  | 19–22 de maio de 2022                                                                               | 1.008                                                                                               | 39%                                                                                                 | –                                                                                                   | –                                                                                                   | –                                                                                                   | –                                                                                                   | 7%                                                                                                  | –                                                                                                   | 11%                                                                                                 | –                                                                                                   | 43%                                                                                                 | 28%                                                                                                 |
| IPEC                  | 19–22 de maio de 2022                                                                               | 1.008                                                                                               | 34%                                                                                                 | –                                                                                                   | –                                                                                                   | –                                                                                                   | –                                                                                                   | –                                                                                                   | –                                                                                                   | 40%                                                                                                 | [ ca ]                                                                                              | 25%                                                                                                 | 6%                                                                                                  |
| Quaest/Genial         | 12–15 de maio de 2022                                                                               | 1.200                                                                                               | 19%                                                                                                 | 11%                                                                                                 | 6%                                                                                                  | 10%                                                                                                 | 4%                                                                                                  | –                                                                                                   | 3%                                                                                                  | 2%                                                                                                  | 3%                                                                                                  | 41%                                                                                                 | 8%                                                                                                  |
| Quaest/Genial         | 12–15 de maio de 2022                                                                               | 1.200                                                                                               | 25%                                                                                                 | 16%                                                                                                 | –                                                                                                   | 11%                                                                                                 | –                                                                                                   | –                                                                                                   | 5%                                                                                                  | 4%                                                                                                  | –                                                                                                   | 39%                                                                                                 | 9%                                                                                                  |
| Quaest/Genial         | 12–15 de maio de 2022                                                                               | 1.200                                                                                               | –                                                                                                   | –                                                                                                   | 11%                                                                                                 | 14%                                                                                                 | 8%                                                                                                  | –                                                                                                   | 13%                                                                                                 | –                                                                                                   | 7%                                                                                                  | 46%                                                                                                 | 1%                                                                                                  |
| Quaest/Genial         | 12–15 de maio de 2022                                                                               | 1.200                                                                                               | 27%                                                                                                 | –                                                                                                   | 10%                                                                                                 | –                                                                                                   | –                                                                                                   | –                                                                                                   | 11%                                                                                                 | 6%                                                                                                  | 8%                                                                                                  | 38%                                                                                                 | 16%                                                                                                 |
| Instituto GERP        | 21–24 de março de 2022                                                                              | 1.500                                                                                               | 18%                                                                                                 | 9%                                                                                                  | 6%                                                                                                  | 18%                                                                                                 | –                                                                                                   | –                                                                                                   | 7%                                                                                                  | 1%                                                                                                  | 4%                                                                                                  | 37%                                                                                                 | Empate                                                                                              |
| Prefab Future         | 17–20 de março de 2022                                                                              | 1.243                                                                                               | 21,4%                                                                                               | 11,4%                                                                                               | 7,2%                                                                                                | 5,5%                                                                                                | –                                                                                                   | –                                                                                                   | 3,9%                                                                                                | 2,2%                                                                                                | –                                                                                                   | 48,4%                                                                                               | 10%                                                                                                 |
| 16 de março de 2022   | Hamilton Mourão se filia ao Republicanos e confirma sua candidatura ao Senado do Rio Grande do Sul. | Hamilton Mourão se filia ao Republicanos e confirma sua candidatura ao Senado do Rio Grande do Sul. | Hamilton Mourão se filia ao Republicanos e confirma sua candidatura ao Senado do Rio Grande do Sul. | Hamilton Mourão se filia ao Republicanos e confirma sua candidatura ao Senado do Rio Grande do Sul. | Hamilton Mourão se filia ao Republicanos e confirma sua candidatura ao Senado do Rio Grande do Sul. | Hamilton Mourão se filia ao Republicanos e confirma sua candidatura ao Senado do Rio Grande do Sul. | Hamilton Mourão se filia ao Republicanos e confirma sua candidatura ao Senado do Rio Grande do Sul. | Hamilton Mourão se filia ao Republicanos e confirma sua candidatura ao Senado do Rio Grande do Sul. | Hamilton Mourão se filia ao Republicanos e confirma sua candidatura ao Senado do Rio Grande do Sul. | Hamilton Mourão se filia ao Republicanos e confirma sua candidatura ao Senado do Rio Grande do Sul. | Hamilton Mourão se filia ao Republicanos e confirma sua candidatura ao Senado do Rio Grande do Sul. | Hamilton Mourão se filia ao Republicanos e confirma sua candidatura ao Senado do Rio Grande do Sul. | Hamilton Mourão se filia ao Republicanos e confirma sua candidatura ao Senado do Rio Grande do Sul. |
| Institutos de opinião | Datas de realização                                                                                 | Entrevistados                                                                                       | Romário PL                                                                                          | Crivella Republicanos                                                                               | Molon PSB                                                                                           | Otoni PSC                                                                                           | Silveira PTB                                                                                        | Clarissa PROS                                                                                       | Reis MDB                                                                                            | D'Ângelo PDT                                                                                        | Outros candidatos                                                                                   | Abstenções/ Indecisos                                                                               | Vantagem                                                                                            |
| Institutos de opinião | Datas de realização                                                                                 | Entrevistados                                                                                       | | | | | | | | | Outros candidatos                                                                                   | Abstenções/ Indecisos                                                                               | Vantagem                                                                                            |
| Quaest/Genial         | 15–18 de março de 2022                                                                              | 1.200                                                                                               | 25%                                                                                                 | 14%                                                                                                 | 7%                                                                                                  | 4%                                                                                                  | 3%                                                                                                  | 7%                                                                                                  | 6%                                                                                                  | –                                                                                                   | 4%                                                                                                  | 31%                                                                                                 | 11%                                                                                                 |
| Quaest/Genial         | 15–18 de março de 2022                                                                              | 1.200                                                                                               | 29%                                                                                                 | 16%                                                                                                 | 8%                                                                                                  | –                                                                                                   | –                                                                                                   | –                                                                                                   | 7%                                                                                                  | –                                                                                                   | 5%                                                                                                  | 34%                                                                                                 | 13%                                                                                                 |
| Quaest/Genial         | 15–18 de março de 2022                                                                              | 1.200                                                                                               | –                                                                                                   | –                                                                                                   | 11%                                                                                                 | 7%                                                                                                  | 6%                                                                                                  | 13%                                                                                                 | 13%                                                                                                 | –                                                                                                   | –                                                                                                   | 51%                                                                                                 | Empate                                                                                              |
| Quaest/Genial         | 15–18 de março de 2022                                                                              | 1.200                                                                                               | 29%                                                                                                 | –                                                                                                   | –                                                                                                   | 7%                                                                                                  | –                                                                                                   | 10%                                                                                                 | 10%                                                                                                 | –                                                                                                   | 5%                                                                                                  | 39%                                                                                                 | 19%                                                                                                 |
| Quaest Pesquisa       | 22–26 de outubro de 2021                                                                            | 1.804                                                                                               | 19%                                                                                                 | 12%                                                                                                 | 12%                                                                                                 | 5%                                                                                                  | –                                                                                                   | 8%                                                                                                  | 6%                                                                                                  | –                                                                                                   | 2%                                                                                                  | 29%                                                                                                 | 7%                                                                                                  |
| Quaest Pesquisa       | 22–26 de outubro de 2021                                                                            | 1.804                                                                                               | 20%                                                                                                 | 12%                                                                                                 | 10%                                                                                                 | 4%                                                                                                  | –                                                                                                   | 8%                                                                                                  | 5%                                                                                                  | –                                                                                                   | 14%                                                                                                 | 21%                                                                                                 | 6%                                                                                                  |
| Instituto GERP        | 10–17 de agosto de 2021                                                                             | 1.200                                                                                               | 10%                                                                                                 | 9%                                                                                                  | 10%                                                                                                 | –                                                                                                   | –                                                                                                   | –                                                                                                   | 4%                                                                                                  | –                                                                                                   | 26%                                                                                                 | 41%                                                                                                 | 16%                                                                                                 |
| Instituto GERP        | 10–17 de agosto de 2021                                                                             | 1.200                                                                                               | –                                                                                                   | 11%                                                                                                 | 11%                                                                                                 | –                                                                                                   | –                                                                                                   | –                                                                                                   | 5%                                                                                                  | –                                                                                                   | 26%                                                                                                 | 47%                                                                                                 | 15%                                                                                                 |
| Paraná Pesquisas      | 28 de maio–1 de junho de 2021                                                                       | 1.530                                                                                               | 14,6%                                                                                               | 13,9%                                                                                               | 8,5%                                                                                                | 4,4%                                                                                                | –                                                                                                   | –                                                                                                   | 4,4%                                                                                                | 1,2%                                                                                                | 24,3%                                                                                               | 22,5%                                                                                               | 9,7%                                                                                                |
| Paraná Pesquisas      | 28 de maio–1 de junho de 2021                                                                       | 1.530                                                                                               | 19,6%                                                                                               | 16,1%                                                                                               | 13,8%                                                                                               | 6,1%                                                                                                | –                                                                                                   | –                                                                                                   | 7,1%                                                                                                | 1,8%                                                                                                | –                                                                                                   | 27,5%                                                                                               | 3,5%                                                                                                |

## Resultados

### Governador
O candidato Luiz Eugênio (PCO) não teve seus votos calculados devido a problemas em sua candidatura junto ao TSE.
| Candidato(a)             | Vice                     | 1º turno 2 de outubro de 2022 | 1º turno 2 de outubro de 2022 |
| Candidato(a)             | Vice                     | Total                         | Percentagem                   |
| ------------------------ | ------------------------ | ----------------------------- | ----------------------------- |
| Cláudio Castro (PL)      | Thiago Pampolha (UNIÃO)  | 4.930.288                     | 58,67%                        |
| Marcelo Freixo (PSB)     | César Maia (PSDB)        | 2.300.980                     | 27,38%                        |
| Rodrigo Neves (PDT)      | Felipe Santa Cruz (PSD)  | 672.291                       | 8,00%                         |
| Paulo Ganime (NOVO)      | Hélio Secco (NOVO)       | 446.580                       | 5,31%                         |
| Juliete Pantoja (UP)     | Juliana Alves (UP)       | 27.344                        | 0,33%                         |
| Cyro Garcia (PSTU)       | Samantha Guedes (PSTU)   | 12.627                        | 0,15%                         |
| Eduardo Serra (PCB)      | Bianca Novaes (PCB)      | 10.852                        | 0,13%                         |
| Luiz Eugênio (PCO)       | Guilherme de Lima (PCO)  | 1.844                         | 0,02%                         |
| → Total de votos válidos | → Total de votos válidos | 8.402.806                     | 84,93%                        |
| → Votos em branco        | → Votos em branco        | 591.576                       | 5,98%                         |
| → Votos nulos            | → Votos nulos            | 899,276                       | 9,09%                         |
| Total de Inscritos       | Total de Inscritos       | 9.893.658                     | 100%                          |
| Abstenções               | Abstenções               | 2.915.468                     | 22,76%                        |
| Total                    | Total                    | 12.809.126                    | 100%                          |

### Senador
Os candidatos Hermano Lemme (PCO), Daniel Silveira (PTB) e Hélvio Costa (DC) não tiveram seus votos calculados devido a problemas em suas candidaturas junto ao TSE.
| Candidato(a)               | Turno único 2 de outubro de 2022 | Turno único 2 de outubro de 2022 |
| Candidato(a)               | Total                            | Percentagem                      |
| -------------------------- | -------------------------------- | -------------------------------- |
| Romário Faria (PL)         | 2.384.331                        | 29,19%                           |
| Alessandro Molon (PSB)     | 1.731.786                        | 21,20%                           |
| Daniel Silveira (PTB)      | 1.566.352                        | 19,18%                           |
| Clarissa Garotinho (UNIÃO) | 1.145.413                        | 14,02%                           |
| André Ceciliano (PT)       | 986.676                          | 12,08%                           |
| Cabo Daciolo (PDT)         | 285.037                          | 3,49%                            |
| Marcelo Itagiba (Avante)   | 18.224                           | 0,22%                            |
| Bárbara Sinedino (PSTU)    | 18.222                           | 0,22%                            |
| Suêd Haidar (PMB)          | 11.933                           | 0,15%                            |
| Raul Pedreira (UP)         | 7.299                            | 0,09%                            |
| Hélvio Costa (DC)          | 7.036                            | 0,09%                            |
| Hiran Roedel (PCB)         | 5.120                            | 0,06%                            |
| Hermano Lemme (PCO)        | 1.198                            | 0,01%                            |
| → Total de votos válidos   | 8.168.627                        | 82,56%                           |
| → Votos em branco          | 752.864                          | 7,61%                            |
| → Votos nulos              | 972.167                          | 9,83%                            |
| Total                      | 9.893.658                        | 100%                             |
| Abstenções                 |                                  | 22,76%                           |
| Eleitorado apto            |                                  |                                  |

### Deputados federais eleitos
São relacionados os 46 candidatos eleitos para o cargo de deputado federal pelo estado do Rio de Janeiro que assumiram o mandato na Câmara dos Deputados em 1.º de fevereiro de 2023.

Representação eleita
  PL: 11
  UNIÃO: 6
  PSOL: 5
  PT: 5
  PSD: 4
  PP: 3
  Republicanos: 3
  MDB: 2
  PCdoB: 1
  PDT: 1
  PODE: 1
  PROS: 1
  PSB: 1
  PTB: 1
  Solidariedade: 1

| Deputados federais eleitos | Partido       | Votação | Percentual | Cidade onde nasceu       | Unidade federativa ou País |
| -------------------------- | ------------- | ------- | ---------- | ------------------------ | -------------------------- |
| Daniela Carneiro           | UNIÃO         | 213.706 | 2,47%      | Italva                   | Rio de Janeiro             |
| Eduardo Pazuello           | PL            | 205.324 | 2,37%      | Rio de Janeiro           | Rio de Janeiro             |
| Talíria Petrone            | PSOL          | 198.548 | 2,29%      | Niterói                  | Rio de Janeiro             |
| Doutor Luizinho            | PP            | 190.071 | 2,19%      | Rio de Janeiro           | Rio de Janeiro             |
| Altineu Côrtes             | PL            | 167.512 | 1,93%      | Niterói                  | Rio de Janeiro             |
| Tarcísio Motta             | PSOL          | 159.928 | 1,85%      | Petrópolis               | Rio de Janeiro             |
| Otoni de Paula             | MDB           | 158.507 | 1,83%      | Niterói                  | Rio de Janeiro             |
| Lindbergh Farias           | PT            | 152.219 | 1,76%      | João Pessoa              | Paraíba                    |
| Gutemberg Reis             | MDB           | 133.612 | 1,54%      | Duque de Caxias          | Rio de Janeiro             |
| Hélio Lopes                | PL            | 132.986 | 1,53%      | Queimados                | Rio de Janeiro             |
| Soraya Santos              | PL            | 130.379 | 1,50%      | Macaé                    | Rio de Janeiro             |
| Chico Alencar              | PSOL          | 115.023 | 1,33%      | Rio de Janeiro           | Rio de Janeiro             |
| Carlos Jordy               | PL            | 114.587 | 1,32%      | Niterói                  | Rio de Janeiro             |
| Benedita da Silva          | PT            | 113.831 | 1,31%      | Rio de Janeiro           | Rio de Janeiro             |
| Washington Quaquá          | PT            | 113.282 | 1,31%      | Niterói                  | Rio de Janeiro             |
| Marcelo Crivella           | Republicanos  | 110.450 | 1,27%      | Rio de Janeiro           | Rio de Janeiro             |
| Áureo Ribeiro              | Solidariedade | 103.321 | 1,19%      | Duque de Caxias          | Rio de Janeiro             |
| Daniel Soranz              | PSD           | 98.784  | 1,14%      | Vassouras                | Rio de Janeiro             |
| Roberto Monteiro           | PL            | 94.221  | 1,09%      | Rio de Janeiro           | Rio de Janeiro             |
| Max Lemos                  | PROS          | 89.507  | 1,03%      | Queimados                | Rio de Janeiro             |
| Luciano Vieira             | PL            | 84.942  | 0,98%      | Rio de Janeiro           | Rio de Janeiro             |
| Jandira Feghali            | PCdoB         | 84.054  | 0,97%      | Curitiba                 | Paraná                     |
| Glauber Braga              | PSOL          | 78.048  | 0,90%      | Nova Friburgo            | Rio de Janeiro             |
| Chiquinho Brazão           | UNIÃO         | 77.367  | 0,89%      | Rio de Janeiro           | Rio de Janeiro             |
| Pedro Paulo                | PSD           | 76.828  | 0,89%      | Rio de Janeiro           | Rio de Janeiro             |
| Rosângela Gomes            | Republicanos  | 76.292  | 0,88%      | Nova Iguaçu              | Rio de Janeiro             |
| Dani Cunha                 | UNIÃO         | 75.810  | 0,87%      | Rio de Janeiro           | Rio de Janeiro             |
| Marcelo Queiroz            | PP            | 73.728  | 0,85%      | Rio de Janeiro           | Rio de Janeiro             |
| Bandeira de Mello          | PSB           | 72.725  | 0,84%      | Rio de Janeiro           | Rio de Janeiro             |
| Juninho do Pneu            | UNIÃO         | 70.660  | 0,82%      | Nova Iguaçu              | Rio de Janeiro             |
| Luiz Lima                  | PL            | 69.088  | 0,80%      | Nova Friburgo            | Rio de Janeiro             |
| Sóstenes Cavalcante        | PL            | 65.443  | 0,76%      | Maceió                   | Alagoas                    |
| Marcos Tavares             | PDT           | 62.086  | 0,72%      | Rio de Janeiro           | Rio de Janeiro             |
| Jorge Braz                 | Republicanos  | 59.201  | 0,68%      | Palma                    | Minas Gerais               |
| Alexandre Ramagem          | PL            | 59.170  | 0,68%      | Rio de Janeiro           | Rio de Janeiro             |
| Pastor Henrique Vieira     | PSOL          | 53.933  | 0,62%      | Niterói                  | Rio de Janeiro             |
| Chris Tonietto             | PL            | 52.583  | 0,61%      | Rio de Janeiro           | Rio de Janeiro             |
| Hugo Leal                  | PSD           | 50.067  | 0,58%      | Ouro Fino                | Minas Gerais               |
| Júlio Lopes                | PP            | 50.019  | 0,58%      | Rio de Janeiro           | Rio de Janeiro             |
| Murillo Gouvêa             | UNIÃO         | 49.921  | 0,58%      | Rio de Janeiro           | Rio de Janeiro             |
| Laura Carneiro             | PSD           | 48.073  | 0,55%      | Rio de Janeiro           | Rio de Janeiro             |
| Marcos Soares              | UNIÃO         | 43.533  | 0,50%      | Rio de Janeiro           | Rio de Janeiro             |
| Dimas Gadelha              | PT            | 41.258  | 0,48%      | Sousa                    | Paraíba                    |
| Bebeto                     | PTB           | 41.075  | 0,47%      | Rio de Janeiro           | Rio de Janeiro             |
| Reimont                    | PT            | 39.325  | 0,45%      | Conceição do Mato Dentro | Minas Gerais               |
| Sargento Portugal          | PODE          | 33.368  | 0,38%      | Rio de Janeiro           | Rio de Janeiro             |

### Assembleia Legislativa
Nas eleições para a Assembleia Legislativa do Rio de Janeiro, havia 70 cadeiras em jogo.
|               |                                                |           |            |          |               |         |  |  |  |  |
| Partidos      | Partidos                                       | Votos     | % de votos | Assentos | % de assentos | +/–     |  |  |  |  |
| PL            | Partido Liberal                                | 1.828.019 | 21,17%     | 17       | 11,90%        | +4      |  |  |  |  |
| UNIÃO         | União Brasil                                   | 896.410   | 10,38%     | 8        | 5,60%         | Novo    |  |  |  |  |
| PT            | Partido dos Trabalhadores                      | 743.051   | 8,60%      | 7        | 4,90%         | +5      |  |  |  |  |
| PSD           | Partido Social Democrático                     | 645.331   | 7,47%      | 6        | 4,20%         | +1      |  |  |  |  |
| PSOL          | Partido Socialismo e Liberdade                 | 514.436   | 5,96%      | 5        | 3,50%         | Estável |  |  |  |  |
| PP            | Progressistas                                  | 414.957   | 4,81%      | 4        | 2,10%         | +1      |  |  |  |  |
| Solidariedade | Solidariedade                                  | 350.947   | 4,06%      | 3        | 2,10%         | –3      |  |  |  |  |
| Republicanos  | Republicanos                                   | 322.674   | 3,74%      | 3        | 2,10%         | Estável |  |  |  |  |
| PODE          | Podemos                                        | 306.085   | 3,54%      | 2        | 2,10%         | +1      |  |  |  |  |
| MDB           | Movimento Democrático Brasileiro               | 295.846   | 3,43%      | 2        | 1,40%         | +1      |  |  |  |  |
| PDT           | Partido Democrático Trabalhista                | 259.306   | 3,00%      | 2        | 1,40%         | +1      |  |  |  |  |
| PSB           | Partido Socialista Brasileiro                  | 221.944   | 2,57%      | 2        | 1,40%         | –1      |  |  |  |  |
| PTB           | Partido Trabalhista Brasileiro                 | 195.205   | 2,26%      | 1        | 0,70%         | +1      |  |  |  |  |
| Patriota      | Patriota                                       | 154.383   | 1,79%      | 1        | 0,70%         | Estável |  |  |  |  |
| Agir          | Agir                                           | 144.381   | 1,67%      | 1        | 0,70%         | +1      |  |  |  |  |
| PSC           | Partido Social Cristão                         | 141.704   | 1,64%      | 1        | 0,70%         | –2      |  |  |  |  |
| PMN           | Partido da Mobilização Nacional                | 121.456   | 1,41%      | 1        | 0,70%         | +1      |  |  |  |  |
| PCdoB         | Partido Comunista do Brasil                    | 112.005   | 1,30%      | 1        | 0,70%         | Estável |  |  |  |  |
| Avante        | Avante                                         | 110.708   | 1,28%      | 1        | 0,70%         | –2      |  |  |  |  |
| DC            | Democracia Cristã                              | 92.745    | 1,07%      | 0        | 0,00%         | –1      |  |  |  |  |
| NOVO          | Partido Novo                                   | 88.249    | 1,02%      | 0        | 0,00%         | –2      |  |  |  |  |
| PRTB          | Partido Renovador Trabalhista Brasileiro       | 85.943    | 1,00%      | 0        | 0,00%         | Estável |  |  |  |  |
| Cidadania     | Cidadania                                      | 62.296    | 0,72%      | 0        | 0,00%         | Estável |  |  |  |  |
| PMB           | Partido da Mulher Brasileira                   | 44.792    | 0,52%      | 0        | 0,00%         | Estável |  |  |  |  |
| PSDB          | Partido da Social Democracia Brasileira        | 36.493    | 0,42%      | 0        | 0,00%         | Estável |  |  |  |  |
| PV            | Partido Verde                                  | 20.480    | 0,24%      | 0        | 0,00%         | –1      |  |  |  |  |
| UP            | Unidade Popular                                | 15.544    | 0,18%      | 0        | 0,00%         | Novo    |  |  |  |  |
| REDE          | Rede Sustentabilidade                          | 13.656    | 0,16%      | 0        | 0,00%         | Estável |  |  |  |  |
| PCB           | Partido Comunista Brasileiro                   | 7.857     | 0,09%      | 0        | 0,00%         | Estável |  |  |  |  |
| PSTU          | Partido Socialista dos Trabalhadores Unificado | 3.899     | 0,05%      | 0        | 0,00%         | Estável |  |  |  |  |
| PCO           | Partido da Causa Operária                      | 481       | 0,01%      | 0        | 0,00%         | Estável |  |  |  |  |

### Deputados estaduais eleitos
São relacionados os 70 candidatos eleitos para cargo de deputado estadual pelo estado do Rio de Janeiro que deverão assumir o mandato na Assembleia Legislativa do Estado do Rio de Janeiro em 1.º de fevereiro de 2023.
| Deputados estaduais eleitos | Partido       | Votação | Percentual | Cidade onde nasceu    | Unidade federativa |
| --------------------------- | ------------- | ------- | ---------- | --------------------- | ------------------ |
| Márcio Canella              | UNIÃO         | 181.274 | 2,10%      | Duque de Caxias       | Rio de Janeiro     |
| Douglas Ruas                | PL            | 175.977 | 2,04%      | São Gonçalo           | Rio de Janeiro     |
| Renata Souza                | PSOL          | 174.132 | 2,02%      | Rio de Janeiro        | Rio de Janeiro     |
| Rosenverg Reis              | MDB           | 131.308 | 1,52%      | Duque de Caxias       | Rio de Janeiro     |
| Doutor Serginho             | PL            | 123.739 | 1,43%      | Cabo Frio             | Rio de Janeiro     |
| Guilherme Delaroli          | PL            | 114.155 | 1,32%      | São Gonçalo           | Rio de Janeiro     |
| Thiago Gagliasso            | PL            | 102.038 | 1,18%      | Rio de Janeiro        | Rio de Janeiro     |
| Rodrigo Bacellar            | PL            | 97.822  | 1,13%      | Campos dos Goytacazes | Rio de Janeiro     |
| Elika Takimoto              | PT            | 95.263  | 1,10%      | Rio de Janeiro        | Rio de Janeiro     |
| Giselle Monteiro            | PL            | 92.028  | 1,10%      | Rio de Janeiro        | Rio de Janeiro     |
| Danniel Librelon            | Republicanos  | 80.970  | 0,94%      | Montes Claros         | Minas Gerais       |
| Jair Bittencourt            | PL            | 75.253  | 0,87%      | Itaperuna             | Rio de Janeiro     |
| Filippe Poubel              | PL            | 73.632  | 0,85%      | Rio de Janeiro        | Rio de Janeiro     |
| Valdecy da Saúde            | PL            | 72.250  | 0,84%      | Duque de Caxias       | Rio de Janeiro     |
| Samuel Malafaia             | PL            | 72.056  | 0,83%      | Rio de Janeiro        | Rio de Janeiro     |
| Flávio Serafini             | PSOL          | 71.258  | 0,83%      | Niterói               | Rio de Janeiro     |
| Vinícius Cozzolino          | UNIÃO         | 70.270  | 0,81%      | Magé                  | Rio de Janeiro     |
| Val Ceasa                   | Patriota      | 69.034  | 0,80%      | Nanuque               | Minas Gerais       |
| Bruno Dauaire               | UNIÃO         | 68.455  | 0,79%      | Niterói               | Rio de Janeiro     |
| Dani Balbi                  | PCdoB         | 65.815  | 0,76%      | Rio de Janeiro        | Rio de Janeiro     |
| Renato Machado              | PT            | 63.803  | 0,74%      | Maricá                | Rio de Janeiro     |
| Tia Ju                      | Republicanos  | 63.373  | 0,73%      | Conceição do Jacuípe  | Bahia              |
| Fábio Silva                 | UNIÃO         | 62.845  | 0,73%      | Rio de Janeiro        | Rio de Janeiro     |
| Carlos Macedo               | Republicanos  | 62.495  | 0,72%      | Rio de Janeiro        | Rio de Janeiro     |
| Martha Rocha                | PDT           | 61.767  | 0,72%      | Rio de Janeiro        | Rio de Janeiro     |
| Lucinha                     | PSD           | 60.387  | 0,70%      | Rio de Janeiro        | Rio de Janeiro     |
| Brazão                      | UNIÃO         | 59.971  | 0,69%      | Rio de Janeiro        | Rio de Janeiro     |
| Índia Armelau               | PL            | 57.582  | 0,67%      | Rio de Janeiro        | Rio de Janeiro     |
| Verônica Lima               | PT            | 55.738  | 0,65%      | São Gonçalo           | Rio de Janeiro     |
| Carlos Minc                 | PSB           | 54.942  | 0,64%      | Rio de Janeiro        | Rio de Janeiro     |
| Andrezinho Ceciliano        | PT            | 54.841  | 0,64%      | Paracambi             | Rio de Janeiro     |
| Renato Miranda              | PL            | 54.341  | 0,63%      | Nilópolis             | Rio de Janeiro     |
| Gustavo Tutuca              | PP            | 52.976  | 0,61%      | Piraí                 | Rio de Janeiro     |
| André Corrêa                | PP            | 52.352  | 0,61%      | Rio de Janeiro        | Rio de Janeiro     |
| Anderson Moraes             | PL            | 52.313  | 0,61%      | Rio de Janeiro        | Rio de Janeiro     |
| Márcio Gualberto            | PL            | 51.856  | 0,60%      | Recife                | Pernambuco         |
| Rafael Nobre                | UNIÃO         | 51.563  | 0,60%      | Nilópolis             | Rio de Janeiro     |
| Zeidan                      | PT            | 50.743  | 0,59%      | Rio de Janeiro        | Rio de Janeiro     |
| Léo Vieira                  | PSC           | 50.569  | 0,59%      | Rio de Janeiro        | Rio de Janeiro     |
| Dani Monteiro               | PSOL          | 50.140  | 0,58%      | Rio de Janeiro        | Rio de Janeiro     |
| Célia Jordão                | PL            | 49.680  | 0,58%      | Angra dos Reis        | Rio de Janeiro     |
| Cláudio Caiado              | PSD           | 48.011  | 0,56%      | Rio de Janeiro        | Rio de Janeiro     |
| Rodrigo Amorim              | PTB           | 47.225  | 0,55%      | Rio de Janeiro        | Rio de Janeiro     |
| Felipinho Ravis             | Solidariedade | 47.105  | 0,55%      | Belford Roxo          | Rio de Janeiro     |
| Marina do MST               | PT            | 46.422  | 0,54%      | Cascavel              | Paraná             |
| Dr. Deodalto                | PL            | 46.178  | 0,53%      | Central de Minas      | Minas Gerais       |
| Tande Vieira                | PROS          | 45.785  | 0,53%      | Volta Redonda         | Rio de Janeiro     |
| Pedro Ricardo               | PROS          | 44.014  | 0,51%      | Saquarema             | Rio de Janeiro     |
| Vitor Júnior                | PDT           | 43.958  | 0,51%      | Campos dos Goytacazes | Rio de Janeiro     |
| Dionísio Lins               | PP            | 43.627  | 0,51%      | Rio de Janeiro        | Rio de Janeiro     |
| Carlinhos BNH               | PP            | 42.811  | 0,50%      | Rio de Janeiro        | Rio de Janeiro     |
| Guilherme Schleder          | PSD           | 42.781  | 0,50%      | Rio de Janeiro        | Rio de Janeiro     |
| Alan Lopes                  | PL            | 42.720  | 0,49%      | Rio de Janeiro        | Rio de Janeiro     |
| Otoni de Paula Pai          | MDB           | 41.932  | 0,49%      | Rio de Janeiro        | Rio de Janeiro     |
| Luiz Paulo                  | PSD           | 38.159  | 0,44%      | Rio de Janeiro        | Rio de Janeiro     |
| Franciane Motta             | UNIÃO         | 37.873  | 0,44%      | Itaboraí              | Rio de Janeiro     |
| Filipe Soares               | UNIÃO         | 37.473  | 0,43%      | Rio de Janeiro        | Rio de Janeiro     |
| Chico Machado               | Solidariedade | 37.024  | 0,43%      | Macaé                 | Rio de Janeiro     |
| Jorge Felippe Neto          | Avante        | 35.703  | 0,41%      | Rio de Janeiro        | Rio de Janeiro     |
| Munir Neto                  | PSD           | 35.677  | 0,41%      | Volta Redonda         | Rio de Janeiro     |
| Carla Machado               | PT            | 34.658  | 0,40%      | Campos dos Goytacazes | Rio de Janeiro     |
| Eduardo Cavaliere           | PSD           | 33.688  | 0,39%      | Rio de Janeiro        | Rio de Janeiro     |
| Giovani Ratinho             | Solidariedade | 33.416  | 0,39%      | Rio de Janeiro        | Rio de Janeiro     |
| Thiago Rangel               | PODE          | 31.175  | 0,36%      | Campos dos Goytacazes | Rio de Janeiro     |
| Júlio Rocha                 | Agir          | 31.001  | 0,36%      | Guapimirim            | Rio de Janeiro     |
| Arthur Monteiro             | PODE          | 29.968  | 0,35%      | Duque de Caxias       | Rio de Janeiro     |
| Prof. Josemar               | PSOL          | 28.409  | 0,33%      | São Gonçalo           | Rio de Janeiro     |
| Jari                        | PSB           | 27.288  | 0,32%      | Volta Redonda         | Rio de Janeiro     |
| Yuri Moura                  | PSOL          | 25.479  | 0,30%      | Petrópolis            | Rio de Janeiro     |
| Fred Pacheco Banda Dom      | PMN           | 13.946  | 0,16%      | Sorocaba              | São Paulo          |